# Democracia económica
La democracia económica es un movimiento filosófico y político que sugiere la transferencia del poder de decisiones desde una minoría de accionistas (stockholders en inglés) o empresarios hacia la mayoría de partes interesadas (stakeholders en inglés), dando mayor importancia a la sociedad frente a los mercados y un sistema político de democracia directa, lo que se suele denominar en su conjunto como democracia inclusiva.
Mientras no haya una propuesta definitiva de cómo lograrlo, todas las propuestas de instauración y los ejemplos concretos se basan en un conjunto central de asunciones fundamentales.
El término fue popularizado por el economista estadounidense J. W. Smith, quien formó el Instituto por la Democracia Económica. Sin embargo, sus ideas se basan en otras anteriores, tales como las de C.H. Douglas, Karl Polanyi, Henry George e incluso las de Adam Smith y Karl Marx. Otros teóricos modernos de la democracia económica incluyen David Schweickart y Richard C. Cook. Además, una variedad de autores y posiciones que se pueden en general definir como partidarios de la economía sostenible mantienen visiones congruentes con la propuesta.
Los proponentes de la teoría están de acuerdo en que las condiciones actuales de inestabilidad o inseguridad económica (ver precarización) tienden a dificultar, o incluso a impedir, a la sociedad en general de obtener los ingresos suficientes para consumir la producción total de esa sociedad. El creciente control monopólico por parte ya sea de las empresas o el Estado sobre los bienes comunes típicamente produce una situación de "escasez artificial", resultando en un desequilibrio socioeconómico que restringe el acceso de la mayoría a oportunidades económicas y disminuye el poder adquisitivo de los ingresos en general, lo que conduce a una situación de inestabilidad política y económica.
Asumiendo que los derechos políticos o  constitucionales no pueden ser ejercidos plenamente sin derecho a la propiedad, las propuestas de la democracia económica sugieren una variedad de modelos para resolver los problemas de esa inestabilidad o inseguridad y la deficiencia de la demanda efectiva. En general, se promueve el acceso a los bienes comunes que hayan sido privatizados o estén controlados por el Estado. Otras propuestas secundarias abarcan la promoción de cooperativas, comercio justo, renta básica universal o crédito social, y la promoción del desarrollo a través de iniciativas a nivel local o regional.

## Definiendo el problema
Según los proponentes, el problema económico básico de las sociedades modernas es que la población no obtiene los ingresos suficientes para consumir la producción total (en general, la demanda agregada o la demanda efectiva es menor que la oferta agregada, tanto a nivel mundial como en muchos países en particular, o en regiones de países específicos).
Aunque sociedades y economías equilibradas han existido a lo largo de la historia, hay un acuerdo general que los sistemas económicos del presente tienden a dominar las sociedades. Además, en la medida que los recursos económicos (ya sea los naturales o los producidos o modificados por el hombre) son monopolizados por centros "imperiales", se terminan imponiendo condiciones de escasez artificial a las grandes mayorías, y provocando desequilibrios socioeconómicos de gran escala.

### Fallas de la demanda efectiva
Se ha sugerido que la estructura de la sociedad capitalista consiste de tres componentes básicos:
- La mayoría de los medios de producción son de propiedad privada, ya sea directamente o por empresas que son a su vez la propiedad de algunos individuos.
- Los productos son intercambiados en un mercado, es decir, los bienes y los servicios son comprados y vendidos a precios determinados en general por la competencia, y no por algún agente con autoridad sobre los precios (ejemplo: el gobierno). Las empresas compiten entre ellas para proveer bienes y servicios, tratando todas de obtener alguna ganancia. Esa competencia es el factor primario en la determinación de los precios.
- La mayoría de las personas que trabajan en esa sociedad lo hacen bajo la dirección de otras personas, los propietarios de los otros medios de producción. La mayoría de esos trabajadores dependen en alguna forma de salarios.

Mientras la oferta y la demanda son funciones de mercado generalmente aceptadas para la determinación de precios, se alega que el sistema económico presente no es "autoliquidizante"  Eso se debe -de acuerdo a analistas favorables a esta opinión-  a una contradicción central del sistema: "Los salarios son tanto un costo de producción como una fuente esencial de la demanda". Dado que "aquellos que producen tanto los bienes como los servicios en la sociedad son pagados menos que su contribución efectiva a la producción. se produce un desequilibrio entre lo producido y el dinero necesario para comprarlo. Pero cuando los consumidores no pueden comprar los bienes que están siendo producidos, la "confianza de los inversionistas" tiende a decaer, provocando descensos tanto en la producción como en el empleo, generando así una crisis o inestabilidad.
En la práctica, lo anterior significa que, a fin de que pueda comprarse lo que se produce de manera global, el sistema depende de que un sector de la población contraiga deudas.
La ley de los mercados sugiere que al producirse un bien se han producido también los medios monetarios para su compra. En teoría, no importa si alguien ahorra en lugar de usar ese dinero; los ahorros de algunos se equilibran con la deuda de otros. Sin embargo, si esos ahorros privados no se gastan ni se reinvierten, la economía en general sufre un descenso de la demanda. Adam Smith y sus seguidores no tuvieron en cuenta el efecto real de los "ingresos retenidos". Incluso si esos "ahorros" son depositados en un banco, no resultan necesariamente en un gasto equivalente (ya sea de inversión o de consumo). Esto se debe principalmente a la necesidad de incluir en el uso de esos ahorros, una determinada cantidad para pagar por su uso (es decir, el tipo de interés).
Teóricamente es posible calcular cuánto se tardaría en convertir todos los ingresos de una sociedad o individuo en los ingresos necesarios para cubrir los pagos de esos intereses. Sin embargo, y en la práctica, existen una variedad de mecanismos que evitan que tal situación se haga general. Aun así, tanto a nivel de individuos como de naciones, este proceso de endeudamiento progresivo hacia el punto de deuda absoluta no es desconocido, y ha tenido profundas repercusiones sociopolíticas. Ejemplos de ellos son la acumulación de deuda externa y las restricciones a la disposición de dinero bancario, como en el caso argentino conocido como "corralito".
Como ejemplo adicional, Kenneth Rogoff -profesor titular de Economía y Políticas Públicas en la Universidad Harvard- informa que en el presente (hasta mediados del 2008), el sector financiero había estado absorbiendo en EEUU un 30% de las ganancias de la industria y un 10% de los salarios. En su opinión esto constituye una diferencia fundamental entre la crisis financiera del 2008 y la Gran Crisis de 1930; el sistema financiero actual esta hipertrofiado, lo que implica la posibilidad que una deflación que afecte especialmente a ese sector, podría beneficiar el funcionamiento del sector industrial.
En general lo anterior significa que la economía moderna sobreproduce o no utiliza plenamente los recursos disponibles, especialmente el trabajo. En la práctica, se produce una mezcla de ambas situaciones; ciertos bienes (especialmente aquellos que se intenta vender a los sectores con ingresos) sufren un exceso de producción, mientras al mismo tiempo millones de individuos y países enteros no disponen de los ingresos necesarios para un nivel de vida aceptable.

### Negación de acceso a los bienes comunitarios
Históricamente, el acceso a los bienes naturales fue considerado como un derecho comunitario para aquellos que los usaban mientras los usaban. La transformación de ese sistema en el presente ha sido estudiada y descrita por, entre otros, Marx y Polanyi. (ver también: Los comunes).
En la práctica, ese proceso ha tenido dos consecuencias de gran significación. En países o sociedades específicas, ha significado la transformación de los bienes comunitarios (ver, como ejemplos, dehesa y ejidos) en bienes privados, creando así una situación de control monopólico sobre los recursos necesarios para la actividad económica. Entre los distintos países, la reproducción de tal sistema ha significado la conquista y desmonopolización de unos por otros.
En ambos casos, quienes carecen de tal acceso se enfrentan a una situación de "escasez artificial" de ciertos bienes. Por ejemplo, el concepto romano de "patrimonio" (lo que pertenece a los padres.- ver Patria) se transforma de pertenencia común a a propiedad, primero, de una familia, posteriormente de un individuo, para terminar, en la actualidad como propiedad de una empresa, definida como "persona jurídica". 

### Control monopólico
La economía, como disciplina académica, se refiere en general al estudio de cómo afrontar situaciones de escasez. Central a las propuestas de la democracia económica es la percepción que en muchos casos tal escasez es un fenómeno artificial. Aunque no necesariamente originado por un acto voluntario e intencional, esa escasez se mantiene de manera deliberada por empresas que confinan la riqueza a algunos sectores debido a su acceso monopólico a bienes comunitarios.
En esta visión, la escasez no resulta de una falla en la gestión de recursos limitados, sino en la mala administración institucional o del sistema sobre recursos virtualmente libres, que podrían, siendo bien controlados, dar origen a una situación virtualmente universal de abundancia y prosperidad.
En su "Prefacio a la democracia económica", Robert A. Dahl dice que una sociedad agraria en los EEUU sufrió "una transformación revolucionaria a un sistema nuevo de capitalismo comercial e industrial que generó automáticamente profundas desigualdades de riqueza, ingreso, estatus y poder". Dahl agrega que tales desigualdades resultan de "la libertad para acumular recursos económicos de manera ilimitada y para organizar la actividad económica en empresas controladas jerárquicamente".
El problema es que tal acumulación de recursos económicos y control centralizado, en la medida que es ilimitada, tiende a concentrar en solo un sector social el poder de acceso a lo que antiguamente eran considerados recursos comunitarios. La alternativa más propuesta en la época moderna -propiedad estatal- igualmente priva a las comunidades del uso de esos recursos.
En 1911, Ambrose Bierce lo expuso así: 

La teoría que la tierra es propiedad sujeta a ser poseída y controlada por individuos es la fundación de la sociedad moderna.... Llevado a su conclusión lógica, esto significa que algunos tienen el derecho a prevenir otros de vivir, porque el derecho a poseer implica el derecho a ocupar con exclusividad.... Sigue que si el área completa de la "Tierra" es poseída por A o B o C no habrá espacio en ella para que D, E, F y G nazcan, o, naciendo como traspasadores o ocupadores ilegales, tengan derecho a existir"

Con relación a esta situación, Henry George sugiere que: 

No hay en realidad un conflicto entre el capital y el trabajo. El conflicto verdadero es entre trabajo y monopolios... aboliéndose los monopolios que prohíben a los hombres que se empleen ellos mismos el capital no podría de ninguna manera oprimir a los trabajadores... elimínese la causa de la injusticia que priva a los trabajadores del capital que su trabajo crea, y la diferencia absoluta entre trabajador y capitalista dejaría efectivamente de existir.

### Imperialismo
Generalmente considerado la extensión a través de la fuerza de la autoridad de una nación sobre otra, el imperialismo -ya sea tradicional o moderno- implica la imposición de los intereses económicos y políticos de una nación sobre otra. Algunos consideran el imperialismo como un estado avanzado del capitalismo, en el cual se exporta capital en lugar de bienes. Otros ven el imperialismo moderno como una relación de dependencia.
En tal situación las naciones imperialistas o centrales limitan o evitan el desarrollo económico y técnico de las más débiles, utilizando una serie de medidas tanto directamente coercitivas (como la prohibición de producir ciertos bienes o mecanismos de precios excesivos sobre ciertos productos y mínimos sobre otros) como retóricos o ideológicos, tales como control de educación o desarrollo técnico, lo que se conoce como imperialismo cultural.
Desde la perspectiva de la democracia económica, el fin específico del imperialismo es forzar a otros países a absorber el exceso de producción del país central, traspasando así la deuda, producto del desequilibrio entre producción y demanda, a otras sociedades. Ese traspaso genera el dinero, la liquidez necesaria, para mantener en funcionamiento la economía dominante.
De acuerdo a analistas que simpatizan con este punto de vista, EEUU ha mantenido una medida de estabilidad económica interna a través de la dominación imperial del resto del mundo a fin de solventar el déficit entre su producción y consumo. Comenzando con los préstamos masivos a Europa durante las guerras, esa dominación alcanzó su máximo a mitad del siglo XX, cuando el dólar se estableció como moneda de reserva o estándar internacional de valor, pero empezó a declinar a partir de la década de los años 70, cuando EEUU empezó a aplicar la política conocida como "la hegemonía del dólar" (ver "antecedentes" en guerra de divisas), política que significó la "inundación" del mundo con dólares.
A partir de entonces, EEUU ha demostrado una balanza comercial negativa (es decir, empieza a importar más que lo que exporta). Eso ocasiona el crecimiento masivo de la deuda en todos los sectores de su economía.
A fin de mantener su situación hegemónica, Estados Unidos recurre desde esa fecha a una serie de medidas que buscan propiciar el consumo por otros países del exceso de su producción interna. Esas medidas incluyen, en la actualidad, la devaluación del dólar y la promoción de tensiones que justifican el consumo por terceros de armamentos producidos en EEUU. Adicionalmente, se promueven -a través del FMI, etc- políticas que buscan apoyar las prácticas económicas de ese país.

## Un modelo alternativo
La tradición de la crítica requiere -desde Kant- que esta no se puede quedar solamente en notar los elementos negativos o erróneos de un modelo o propuesta. Los críticos deben además estudiar los elementos positivos y especificar alternativas. En este caso tal especificación es necesariamente compleja dado que una economía moderna es compleja, pero “si queremos hacer algo más que simplemente denunciar los males del capitalismo, debemos confrontar la proclamación que “no hay alternativa” proponiendo una”.
A fin de establecer tal propuesta alternativa, la democracia económica se basa en tres asunciones centrales:
A) El pensador húngaro Karl Polanyi sugirió que la fuerza motivadora de la economía debe estar subordinada a las necesidades sociales. Él afirma que los seres humanos, la fuente del trabajo, no se reproducen con el solo objetivo de proveer el mercado con trabajadores. En su “Gran Transformación”, Polanyi sostiene que, mientras los estados modernos y la economía del mercado crecen bajo el capitalismo, ambos son mutuamente dependientes entre sí para su desarrollo funcional.
B) Asumiendo además que el sistema económico no es autoliquidizante (es decir, no genera en la población en general los ingresos necesarios para comprar lo producido), hay también que considerar el problema de cómo zanjar la cuestión de la diferencia entre lo que se produce y lo que se demanda. Con relación a eso, Luther King sugiere:

El problema indica que nuestro énfasis debe ser doble: debemos crear pleno empleo o debemos crear ingresos. La gente debe ser capaz de consumir por un método o el otro. Una vez que se llegue a esa situación, debemos concentrarnos en que el potencial de los individuos no se desperdicie. Nuevas formas de (organizar) el trabajo que enfaticen el bien social tendrán que ser desarrolladas para aquellos que no se pueden encontrar trabajos tradicionales”.

Algunos consideran que tanto el pleno empleo como un ingreso mínimo garantizado son imposibles bajo las restricciones del presente sistema económico, por dos motivos principales. Primero: porque el desempleo es una característica central del capitalismo, no una indicación de una falla temporal Segundo: que mientras el capitalismo funciona muy bien bajo lo que ellos llaman una "poliarquía" -es decir, un sistema que admite la existencia simultánea de centros de poder alternativos y alguna medida de participación popular en el gobierno- no es compatible con una democracia genuina.  Sugiriendo que esos “déficit democráticos” tienen una gran influencia en la manera que se administra tanto los lugares de trabajo como inversiones nuevas, algunos proponentes de la democracia económica favorecen la creación de un nuevo modelo de relaciones económicas más bien que la reforma del presente.
C) Asumiendo que la democracia no es solo un objetivo político sino que también tiene profundas implicaciones para el manejo de la economía, Schweickart sugiere que “el problema no está en tener que elegir entre una economía planificada o una de mercado, pero en integrarlas ambas en un sistema democrático”  De acuerdo a él, tal sistema tendría las siguientes características:
- Manejo por los trabajadores (workers self-management). Cada empresa es controlada democráticamente por sus trabajadores. (ver empresa de autogestión)
- Mercado. Esas empresas se relacionan entre sí -y con los consumidores- en un sistema que normalmente no tiene control de precios por el Estado.  Materias primas, medios de producción y bienes son vendidos y comprados a precios determinados en general por la ley de la oferta y la demanda.
- Control social de la inversión. Fondos para nuevas inversiones son generados por un impuesto a los bienes y fondos de capital (capital assets tax) y se reinvierten en la economía a través de una red de bancos de inversión.

Schweickart concede que este modelo básico aparece sobresimplificado. En el mundo real, la democracia económica será más compleja y menos pura que esta abstracción. Él afirmó que esto no funcionaba en las economías cerradas. Sin embargo, es conveniente tener una idea clara de la estructura a fin de visualizar la naturaleza básica de la propuesta.

### Autogestión por los trabajadores
En esta sección nos concentraremos en la propuesta de David Schweickart. A pesar de no ser la única ni ser generalmente aceptada por los proponentes de la Democracia Económica (ver por ejemplo, control obrero y empresa de autogestión) es la menos conocida, por ende, la más novedosa.
En el modelo de Schweickart, los trabajadores, a pesar de que controlan su empresa, no son los propietarios. Las empresas en general son consideradas propiedad de la sociedad. Los trabajadores tienen el derecho a gestionarla como lo consideren conveniente, y a distribuirse entre ellos la totalidad de la ganancia obtenida.  La "propiedad social" se manifiesta en dos aspectos:
1. Todas las empresas deben pagar un impuesto sobre su capital, especialmente los bienes de capital. Ese impuesto va a un Fondo Social de Inversiones. Se puede considerar que en realidad los trabajadores arriendan el capital (o bienes de capital) desde la sociedad.
2. Las empresas son obligadas a mantener y reemplazar el valor del capital de inversión que se les ha confiado. Esto significa que deben establecer fondos de  depreciación o amortización. En otras palabras, suficiente recursos deben ser destinados a la reparación, mantenimiento o reemplazo necesarios para el funcionamiento de la empresa. Esos capitales pueden ser usados de la manera que los trabajadores estimen conveniente, por ejemplo: los bienes de capital pueden ser vendidos a fin de comprar otros, etc., pero no para pagar sueldos o salarios.

Si una empresa es incapaz de generar por lo menos los ingresos necesarios para pagar los sueldos mínimos establecidos por ley, se debe declarar en quiebra. El capital disponible será vendido a otras empresas a fin de pagar cualquiera deuda que exista y los trabajadores deberán buscar empleo en otras partes -si es que son incapaces de reorganizar la existente- En el caso de que haya excedentes de tal venta, ese sería destinado a Fondo Social de Inversión.

### El mercado
Los proponentes de la Democracia Económica generalmente aceptan que el mercado es el sistema más eficiente para determinar los precios de bienes y recursos naturales en la medida que, sin un mecanismo de precios que sea sensible a la oferta y la demanda, es difícil determinar qué debe producirse y cuáles son los métodos más efectivos para hacerlo. Adicionalmente, sin ese mercado, se hace difícil establecer un sistema de incentivos que motive a los productores a ser tanto eficientes como innovadores. En opinión de los partidarios de esta teoría, el mecanismo del mercado soluciona esos problemas evitando al mismo tiempo tendencias autoritarias y burocráticas. (ver Debate sobre el cálculo económico en el socialismo)
Sin embargo el mercado no es percibido como el modo mejor, o incluso aceptable, para determinar directamente ya sea los salarios o el precio del capital financiero. A pesar de ser Factores de producción, tanto el capital como el trabajo no son regulados por el mercado libre sino que están sometidos a consideraciones sociales. Para la democracia económica, la única fuente de capital financiero es el Banco (o bancos) Social de Inversión. Y su "precio" no es el interés sino tanto los impuestos como la depreciación.  En la medida que ese capital se invierte a fin de producir ganancia y esa ganancia depende del mercado, el resultado es que "el precio" del capital es variable, dependiendo de las condiciones del mercado para los bienes o servicios producidos. Pero no hay ni mercado de capitales ni bolsa de valores como tal. En esa situación sería posible —tal como lo es en cualquier sociedad capitalista— que el Estado busque favorecer inversiones de ciertos tipo (por ejemplo, lo que se considera de interés nacional o tecnologías de punta) a través de la reducción de impuestos a ciertos productos, etc.
El mecanismo de determinación de salarios es profundamente diferente al actual. En el presente sistema (incluso en empresas cooperativas) el objetivo de la empresa es maximizar la diferencia entre los costes y lo producido. Desde esta perspectiva, los salarios son un costo, y por ende, algo que ha de disminuir. Desde el punto de vista de la democracia económica, no hay "salario" como tal (que puedan o no ocasionalmente ser complementado con ciertos bonos) el remanente completo después de que se paguen los costes (incluyendo impuestos y gastos de depreciación) - el "ingreso residual" de la empresa-  pertenece a los trabajadores. Adicionalmente ese residuo -dividido entre los trabajadores- no puede ser inferior al ingreso mínimo determinado por ley. De lo contrario, la empresa no se considera viable y por lo tanto es declarada en quiebra.
Se sugiere que la instauración de ese sistema tendría varias repercusiones adicionales: no solo no habría mercados de capitales sino que tampoco habría flujos internacionales de capitales, o empresas cuyas sedes estuvieran fuera de un país. Además, se sugiere, el comercio internacional tendería hacia el comercio justo.
Finalmente, en este sistema el estado tiene generalmente el rol de empleador de última instancia. Es decir, el estado tiene la obligación de proveer empleos o ingresos a la población que no pueda encontrar trabajo en el resto de la economía. Ese empleo podría consistir en ingreso mínimo garantizado, con o sin obligación de efectuar trabajo social.

### Control social de las inversiones
El sistema económico de la Democracia Económica no depende de fondos o bancos privados para generar capitales. A pesar de que en no todos los modelos de democracia económica los bancos son públicos, los bancos que proveen fondos de inversión lo son, generando los fondos exclusivamente de impuestos o creación de dinero. En general, esos bancos proveen "becas de inversión", no préstamos. Tales becas de inversión se pueden considerar préstamos que requieren pago por el uso (a través de los impuestos) pero no repago de la deuda misma (o principal).
Para algunos tales impuestos se calcularían sobre el capital invertido, en la forma de una tasa fija a tales inversiones. Para otros, los impuestos se calcularían sobre lo producido o vendido. Este sistema tendría la ventaja de que con él sería fácil promover o premiar actividades que requieren mayor esfuerzo o implican mayores riesgos.
La organización del sistema de Bancos de Inversión también varía según las diferentes propuestas. Para algunos, la red de bancos se basaría en un banco nacional, con filiales regionales y locales. Los fondos disponibles no usados a nivel nacional serían distribuidos a las regiones, las cuales repartirían sus excedentes a las localidades. Alternativamente, esas cantidades podrían ser determinadas por ley. En todos los niveles, parte de la función de esa red de bancos sería promover la creación y expansión de empresas. La asignación de fondos seguiría las pautas comerciales normales pero se daría preferencia a proyectos que promovieran un máximo de empleos.
Para otros el sistema bancario de inversión debe combinar lo internacional y lo local. Para ese autor, naciones pequeñas o regiones aisladas están condenadas, si no al fracaso, por lo menos a trabajar en situación de desigualdad, al carecer de acceso a recursos naturales variados y mercados amplios. Sin embargo, las inversiones realizadas a nivel general, con decisiones tomadas a cientos o miles de kilómetros de distancia tienen la desventaja de despojar a las comunidades de su poder de decisión. Para Smith, el nivel nacional debería ser poco más que un árbitro o regulador a cargo de supervisar que las regiones y localidades actúen dentro de los parámetros acordados y legales. En sus palabras: "los banqueros locales son quienes conocen mejor las necesidades y la capacidad de los ciudadanos locales que recurren al crédito para construir y producir en esa sociedad. De otra manera, no deberían ser banqueros".
Otros autores (por ejemplo: Smaïn Laacher) proponen diversas formas de cooperativas; sistema de cambio local, y mutualismo como complementando o contribuyendo al control social sobre la inversiones. Dentro de estas visiones algunos van tan lejos como a invertir el orden sugerido por Schweickar: asignación de fondos debería ser en todo caso a nivel local. A pesar de que la recaudación de impuestos es competencia estatal, la distribución se asigna en las localidades. En esta visión, los remanentes no usados después de un cierto tiempo se entregan al nivel regional y, si no son usados a ese nivel, al nacional.

## Proyectos
La visión de Mahatma Gandhi -una todavía mantenida por los proponentes de la democracia económica- era "construir una nueva sociedad en el esqueleto de la antigua". Principio proveniente del anarquismo clásico y denominado política prefigurativa. Asumiendo que las exigencias más elementales para el bienestar social es una población en buen estado de salud, instruida y con interés y capacidad de actuar las propuestas de esta visión buscan eliminar la diferencia entre lo producido y el poder de compra comunitario: mientras algunas propuestas  reformistas tienden a criticar los sistemas que existen y proponen medidas de corrección, no siempre sugieren modelos alternativos que busquen reemplazar las estructuras fundamentales del sistema económico que conocemos.
La democracia económica sugiere que el problema central de las economías modernas es la diferencia entre los precios agregados de lo producido y el valor agregado de los ingresos. Tal diferencia fuerza tanto a los productores como a los consumidores a recurrir al crédito a fin de producir y consumir. Esa situación es generalmente considerada como representando "escasez": ya sea la sociedad (o algunos de sus miembros) no tienen los ingresos suficientes como para comprar lo que se ha producido o lo que se produce no es suficiente para abastecer la necesidad de la población en su conjunto; así, los precios suben de acuerdo a la ley de la oferta y la demanda, a un nivel tal que se vende lo producido al máximo de ganancia.
Desde el punto de vista de la democracia económica, más que una escasez, la diferencia entre lo producido y el poder de compra de la sociedad, representa un " dividendo social" que no se ha pagado. Ese concepto lleva al de crédito social que, como propuesta, intenta hacer del mejoramiento de la sociedad el propósito del sistema financiero. Desde este punto de vista, el crédito debería ser un servicio público en lugar de una deuda a centros financieros. El plusvalor social o común, reinvertido en el desarrollo del potencial humano, podría aumentar efectivamente  el producto nacional bruto en lugar de estrangularlo, resultando en una economía más eficiente.
Desde ese punto de vista, hay tres elementos que pueden ser considerados: A) organización general del sistema financiero. B) sistema de créditos a las empresas (inversiones) C) sistema de créditos a individuos (consumo).

### Organización general del sistema financiero
No puede lograrse el sistema financiero de la democracia económica si depende de fondos o bancos privados para generar capitales de inversión. A pesar de que no en todos los modelos de democracia económica los bancos son públicos, los bancos que proveen fondos de inversión lo son, generando los fondos de inversión exclusivamente a través de la creación de dinero o los impuestos en concordancia con una política fiscal y económica realista: Por ejemplo, Richard C Cook argumenta que "La prioridad de (nuestro) programa de reforma debe ser el uso del crédito público a fin de reconstruir la economía productiva que ha sido desbaratada por la falsa ideología de la "economía de mercado" y la egoísta e inepta manipulación de la emisión del dinero por la Reserva Federal y los bancos".
Lo anterior se basa en la visión de Douglas de lo que el crédito es y de cómo debería funcionar. Según él, hay dos tipos de "crédito" (creación de dinero) el "real", que corresponde a la capacidad total de una economía para producir bienes y servicios. El otro tipo es el "financiero", que simplemente corresponde a la habilidad del sistema financiero para crear dinero a su conveniencia. En el primer sistema, de "crédito real", la creación de dinero corresponde a la diferencia entre los ingresos de la población y los costos de venta de lo producido. Las diferencias entre los dos tipos de crédito son que el crédito financiero es creado sin límites, por lo tanto es inflacionario, mientras el real corresponde exactamente a la producción de la sociedad, en otras palabras, sería dinero "real", respaldado por los bienes y servicios que realmente existen en la sociedad. Además, el crédito social, en la medida que corresponde al esfuerzo social, pertenece legítimamente a los miembros de esa sociedad. El estado solo tiene el papel de calcular e imprimir el efectivo circulante. Por lo tanto el crédito social no es un préstamo que deba ser reembolsado o tenga un precio (interés).
Como ejemplo, Cook calcula que en EE. UU. en el 2006 el producto nacional bruto fue 12 billones 980 mil millones de dólares y el ingreso nacional solo 10 billones 230 mil millones de dólares. Calculando un cierto porcentaje para inversiones, etc, eso dejó solo 9 billones 210 mil millones para el consumo. Si esa diferencia fuera la base del crédito social, correspondería a un valor aproximado de 12 mil dólares anuales por habitante.
En términos más generales, esa creación correspondería monetariamente a la medida del banco central inglés "contrapartida del préstamo M4".  En otras palabras, al dinero creado por los bancos privados sobre el emitido por el banco central. (ver oferta de dinero)
Mientras Cook evita cualquier sugerencia de soluciones colectivistas en general, prefiriendo en su lugar el "capitalismo democrático" no vacila -junto a otros partidarios de la democracia económica- en combinarlo con un sistema de control público del crédito.Según él, la solución es simplemente financiar directamente el gasto fiscal. En otras palabras, que el fisco cree dinero de la nada. Esto tendría el efecto inmediato -en su opinión- de eliminar el 90% de los impuestos -manteniéndose solo los debidos a emergencias y los necesarios para infraestructuras de interés común. A su vez, significaría que los bancos perderían su papel en la creación de dinero u otorgamiento de créditos industriales (a pesar de lo cual la democracia económica sugiere que la banca privada continuaría existiendo). En su lugar, se crearía un Banco Nacional de la Infraestructura, prestando a cero interés, etc.

### Funcionamiento del crédito de inversiones
En general, esos créditos serían "becas de inversión", no préstamos. Tales becas de inversión se pueden considerar préstamos que requieren pago por el uso (a través de los impuestos) pero no el reembolso de la deuda misma (o principal).
Para algunos, tales impuestos se calcularían sobre el capital invertido, en la forma de una tasa fija a tales inversiones  Para otros, los impuestos se calcularían sobre lo producido o vendido. Este sistema tendría la ventaja de facilitar la misión de promover o premiar actividades que requieren mayor esfuerzo o implican mayores riesgos.
La organización del sistema de Bancos de Inversión también varía según las diferentes propuestas. Para algunos, la red de bancos se basaría en un banco nacional, con filiales regionales y locales. Los fondos disponibles pero no usados a nivel nacional serían distribuidos a las regiones, las cuales a su vez repartirían sus excedentes a las localidades. Alternativamente, esas cantidades podrían ser determinadas por ley.  En todos los niveles, parte de la función de esa red de bancos sería promover la creación y expansión de empresas. La asignación de fondos se basaría en pautas comerciales normales pero se daría preferencia a proyectos que promovieran un máximo de empleos.
Para otros el sistema bancario de inversión debe combinar lo internacional y lo local.  Para ese autor, naciones pequeñas o regiones aisladas están condenadas, si no al fracaso, por lo menos a trabajar con la dificultad de carecer de acceso a recursos naturales variados y a mercados amplios. Sin embargo, las inversiones realizadas a nivel general, con decisiones tomadas a cientos o miles de kilómetros tienen la desventaja de despojar a las comunidades de su poder de decisión Para Smith, el nivel nacional debería ser poco más que un árbitro o regulador a cargo de supervisar que las regiones y localidades actúen dentro de los parámetros acordados y legales. En sus palabras:  "los banqueros locales son quienes conocen mejor las necesidades y la capacidad de los ciudadanos locales que recurren al crédito para construir y producir en esa sociedad. De otra manera, no deberían ser banqueros".
Otros autores (por ejemplo:  Smaïn Laacher)  proponen diversas formas de  mutualismo o sistema de cambio local, tales como las cooperativas, etc, como central al control social sobre la inversiones. Dentro de estas visiones algunos van tan lejos como a invertir el orden sugerido por Schweickar: la asignación de fondos debería ser en todo caso a nivel local. A pesar de que la reaudación de impuestos es competencia estatal, la distribución se basa en las localidades. En esta visión, los remanentes no usados después de un cierto tiempo se entregan al nivel regional y, si no son usados a ese nivel, al nacional.

### Funcionamiento del crédito individual o de consumo
Para la democracia económica el crédito individual o de consumo se diferencia del crédito de inversiones.  Para empezar se aduce que la mayor parte de la deuda individual (o de consumo) se deriva de la escasez artificial producto de la falta de ingresos equivalentes al producto común. Eso, en general, se resolvería, en la opinión de los adherentes de la propuesta, a través del crédito social.
Sin embargo lo anterior no evita que algunos individuos deseen gastar más, en un momento dado, que lo que han representado sus ingresos han sido en ese mismo periodo. En general, con relación a este punto, la democracia económica no busca reemplazar o impedir el mercado o las decisiones individuales. Sin embargo, se trata de una cuestión polémica. En general, según esta visión, aquí es donde los bancos privados -ya sea en su concepción corriente o en alguna forma de mutualismo- tienen un papel legitimo en la vida económica de las sociedades, junto a regímenes e instituciones (incluyendo bancos) comunales, que buscan evitar el traspaso o perdida de recursos económicos locales a otras regiones.
Propuestas adicionales o congruentes con lo anterior incluyen las que bordean o se inspiran en conceptos tales como la economía social; sistema de cambio local;  libre economía; economía de planificación comunitaria; banca ética y economía ambiental.
Todo lo anterior plantea un problema: cuál es -o como se establece- la diferencia entre lo local y lo general.
Considérese el siguiente ejemplo: en un lugar particular -con economía deprimida o altos niveles de pobreza- existen, una al lado de la otra- dos empresas: la primera produce un producto que "se exporta" a alguna otra región -por ejemplo, un componente para automóviles o algún tipo de maquinaria o materia prima- La otra es una lechera que produce no solo leche sino también productos derivados para venta primariamente a nivel local. La primera requiere un sistema financiero que le permita operar con moneda "internacional" o regional (o que considere tal moneda como "local" tanto para ella como para la zona a la que exporta). La segunda, al sufrir de un mercado reducido, se beneficiaría de un sistema financiero que facilitara el consumo de productos locales, es decir, una moneda que restrinja el consumo de productos de otras áreas. Es difícil ver es posible conciliar ambos puntos de vista con un solo sistema monetario. En consecuencia, algunas propuestas sugieren el uso de un sistema monetario doble.
Incluso propuestas que no se relacionan directa o indirectamente con esta visión abordan ese problema de diferenciar entre lo local y lo regional o externo. Por ejemplo, el Banco Mundial de Desarrollo. De hecho esto se ha transformado en uno de los temas más debatidos en programas de desarrollo.